# Panew

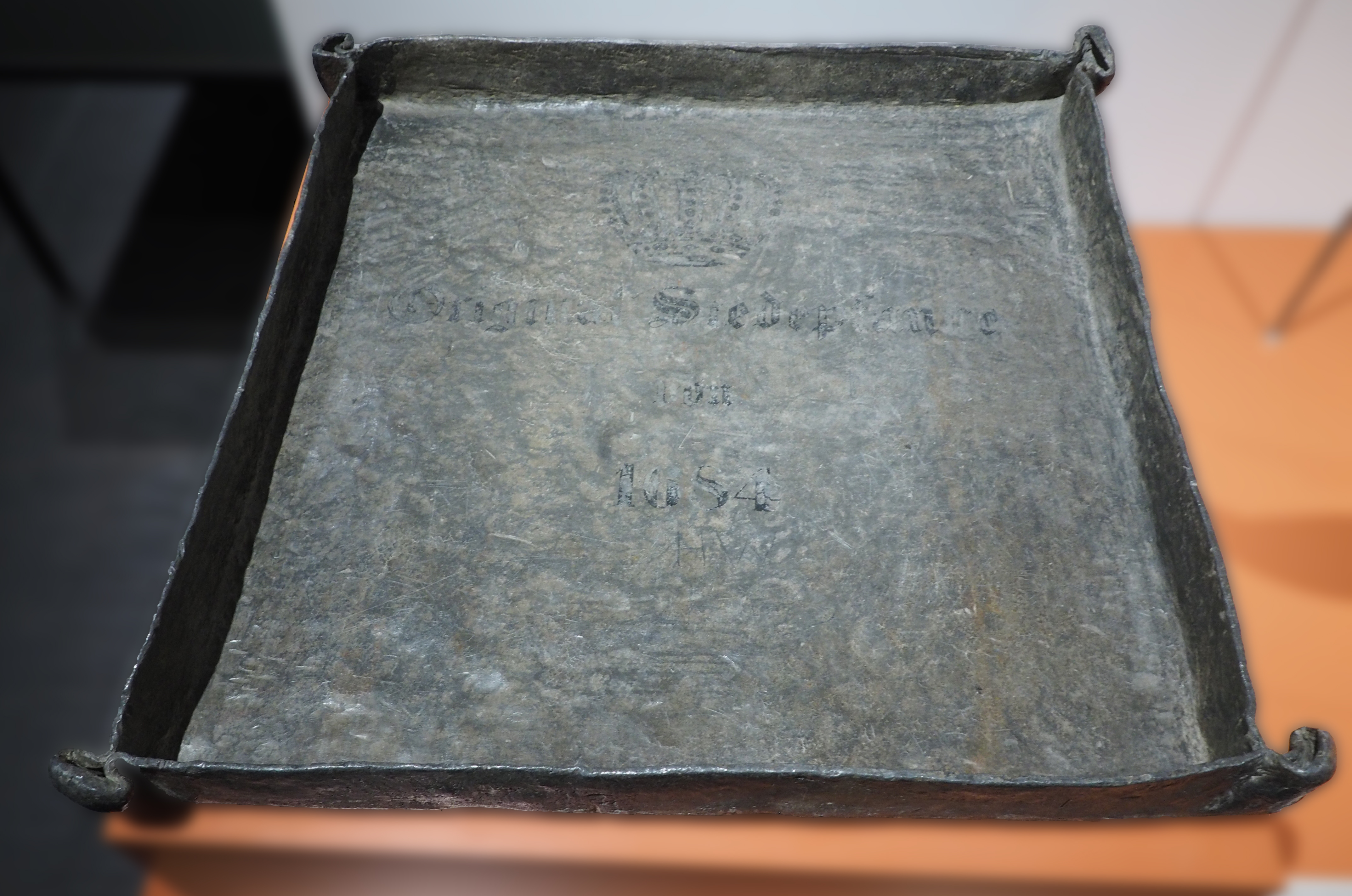
Panew z muzeum w Lüneburgu (Niemcy)

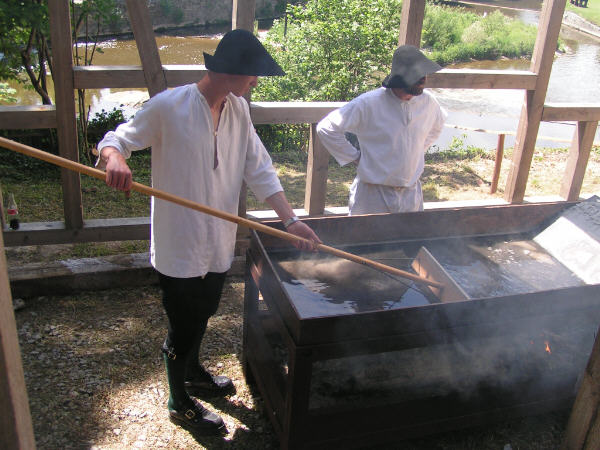
Panew w zrekonstruowanej warzelni w Schwäbisch Hall, (Niemcy)

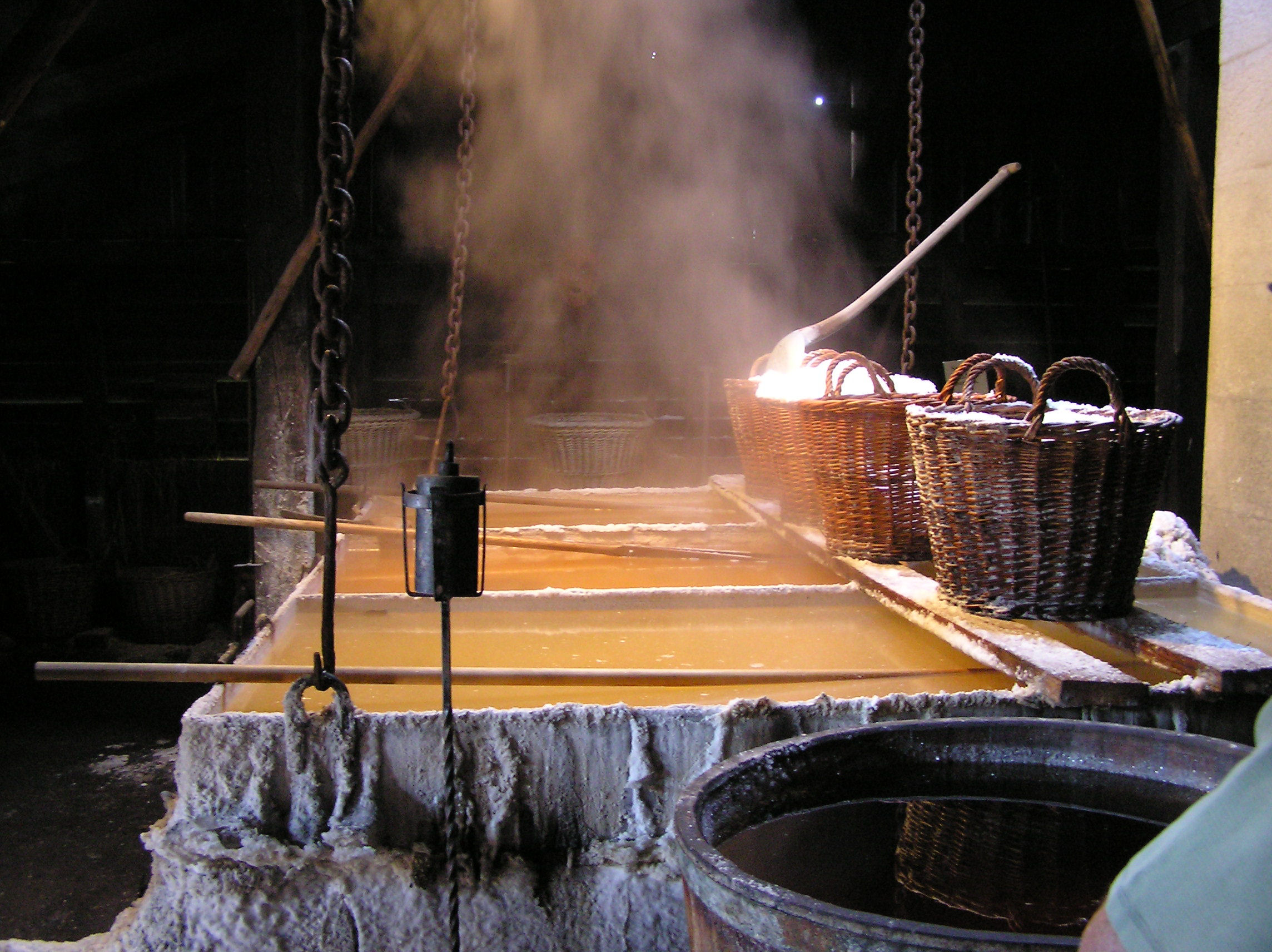
Panew w warzelni w skansenie na Læsø (Dania)

Panew – rodzaj patelni; płytkie metalowe naczynie o dość dużej powierzchni, mające zastosowanie w sztuce kulinarnej do pieczenia, smażenia lub gotowania; także w warzelniach soli (np. Ciechocinek, Læsø) do stężania solanki przez odparowywanie w stanie wrzenia w celu otrzymania soli warzonej.  
Nazwa pochodzi z niem. Pfanne i cz. pánev < swn. pfanna < p.łac. panna < łac. patina → płaska miska, patelnia

## Źródła
- „panew” — Słownik języka polskiego, red. W. Doroszewski, Wydawnictwo Naukowe PWN
- „panew” — Słownik wyrazów obcych, Wydawnictwo Naukowe PWN